# Коров'є (Астраханська область)
Коров'є (рос. Коровье) — село у Володарському районі Астраханської області Російської Федерації.
Населення становить 157 осіб (2010). Входить до складу муніципального утворення Алтинжарська сільрада.

## Історія
Населений пункт розташований на території українського етнічного та культурного краю Жовтий Клин. Згідно із законом від 6 серпня 2004 року органом місцевого самоврядування є Алтинжарська сільрада.

## Населення
| 2002 | 2010 |
| ---- | ---- |
| 129  | ↗157 |